# 1460 Haltia
1460 Haltia eller 1937 WC är en asteroid upptäckt 24 november 1937 av den finske astronomen Yrjö Väisälä vid Storheikkilä observatorium. Asteroiden kan ha fått sitt namn efter det finska namnet på Haldefjäll (Halti).